# Zofia Optułowicz
Zofia Matylda Optułowicz z domu Pilecka (ur. w marcu 1933) – polska działaczka społeczna.

## Życiorys
Jest córką Witolda Pileckiego i Marii z domu Ostrowskiej. Jest siostrą Andrzeja (ur. 16 stycznia 1932).
W związku z działalnością swojego ojca, rotmistrza Wojska Polskiego, oskarżonego, skazanego przez władze komunistyczne Polski Ludowej na karę śmierci i straconego w 1948, w okresie PRL była poddawana szykanom ze strony władz, wskutek czego nie ukończyła studiów na Politechnice Warszawskiej oraz miała problemy ze znalezieniem pracy. Po długim okresie bezskutecznego poszukiwania miejsca pracy, została ostatecznie zatrudniona (formalnie jako pracownik fizyczny) w związanym ze Stowarzyszeniem „Pax” przedsiębiorstwie INCO.
Po 1989 zaangażowała się w starania celem rehabilitacji i upamiętnienia swojego ojca. 27 stycznia 2016 była gościem specjalnym prezydenta RP Andrzeja Dudy na uroczystości 71. rocznicy wyzwolenia niemieckiego nazistowskiego obozu koncentracyjnego Auschwitz-Birkenau. Zasiadła w komitecie honorowym akcji „Wyklęci-Niezłomni. Przywróćmy pamięć naszym Bohaterom”, realizowanej w 2016. 13 maja 2017 wraz z bratem Andrzejem odsłoniła Pomnik Witolda Pileckiego w Warszawie. 28 lutego 2018 odsłoniła tablicę pamiątkową honorującą swojego ojca podczas uroczystości nadania Sali Obrazowej imienia rotmistrza Witolda Pileckiego w Kancelarii Prezesa Rady Ministrów.

## Odznaczenia i wyróżnienia
- 22 maja 2015 odebrała nagrodę Kustosz Pamięci Narodowej, przyznaną przez Instytut Pamięci Narodowej (wyróżniony został wówczas także jej brat, Andrzej Pilecki)[12].
- Postanowieniem prezydenta RP Andrzeja Dudy z 16 lutego 2017 została odznaczona Krzyżem Kawalerskim Orderu Odrodzenia Polski za wybitne zasługi w pielęgnowaniu pamięci o najnowszej historii Polski[13]. Została udekorowana tym orderem 1 marca 2017 podczas uroczystości w Pałacu Prezydenckim[14].
- 1 sierpnia 2017 została udekorowana Medalem „Pro Patria” przez p.o. Szefa Urzędu do Spraw Kombatantów i Osób Represjonowanych Jana Józefa Kasprzyka, podczas uroczystości w Muzeum Żołnierzy Wyklętych i Więźniów Politycznych PRL, ustanowionym w. b. Areszcie Śledczym Warszawa-Mokotów przy ul. Rakowieckiej, gdzie został stracony jej ojciec 25 maja 1948[15].
- 9 stycznia 2023 została udekorowana Medalem Stulecia Odzyskanej Niepodległości[16].